# Rochom P'ngieng
Rochom P'ngieng o Ro Cham H'pnhieng, niña salvaje camboyana nacida en 1979 que se informó como perdida a la edad de nueve años en la jungla, y apareció diecinueve años después, el 19 de enero de 2007.

## Vida
El anuncio de su aparición llamó la atención internacional. Su historia fue equiparada con Mowgli, protagonista de El libro de la selva de Rudyard Kipling. Se la conoce como la niña de la selva ya que se crio como una niña salvaje. Se perdió en la selva de la remota zona rural de Camboya cerca de la granja de su familia, mientras vigilaba los búfalos con un primo. Fue descubierta diecinueve años después de desaparecer por unos leñadores a quienes ella estaba intentando robar la comida que habían dejado colgando de una rama. Los leñadores la entregaron a la policía local, dándose la casualidad que uno de los policías locales, Sal Lou, dijo ser su padre, ya que reconoció en ella una cicatriz en su espalda. Los padres en un comienzo aceptaron someterse a pruebas de ADN para comprobar el parentesco, pero posteriormente revocaron su consentimiento.
Cuando fue encontrada, tenía la piel sucia y el cabello hasta los tobillos. Desde sus primeros días después de ser hallada comenzó a tener problemas para adaptarse a la civilización. No recordaba hablar, emitía gruñidos y se negaba a vestirse. Los policías locales informaron que solamente podía decir tres palabras, las correspondientes a “papá”, “mamá” y “dolor de estómago”. Prefería caminar en cuclillas en lugar de erguida. Cuando tenía hambre o sed, apuntaba a su boca. Debía ser constantemente vigilada por su familia, ya que continuamente intentaba escaparse, y su madre le volvía a poner la ropa que la mujer intentaba quitarse.
Un periodista del diario británico The Guardian describía su vida con su familia indicando que ésta mantenía su preocupación por ella. Además mencionaba que, aparte de las cicatrices que permitieron la identificación por parte de su posible padre, Rochom tenía otras cicatrices aún más notorias en las muñecas, y opinaba que sus extremidades no se veían como si hubiera vivido largo tiempo en la jungla. Pudo utilizar una cuchara sin que se le instruyera cómo. Terminaba mencionando que eventualmente pudo haber sido víctima de cautiverio en el pasado.
Una organización de derechos humanos, Licadho, manifestaba su temor por el trauma que sufriría la mujer por su regreso a la vida civilizada y especulaba que podía ser víctima de abusos. Por su parte, otra organización humanitaria local, Adhoc, sostuvo que el flujo de visitantes para verla podía acarrear estrés a Rochom. Ambos grupos ofrecieron su apoyo para solventar gastos médicos para su diagnóstico y tratamiento.
El 28 de mayo de 2010, la agencia de noticias Deutsche Presse-Agentur informó que Rochom habría desaparecido con destino a la jungla sin dejar rastro. Pero Rochom P’ngieng fue encontrada once días después en una letrina al aire libre a unos 300 metros de su casa, dijo a la Agence France-Presse el hombre que dice ser su padre, Sal Lou. Un vecino la escuchó llorando.
“Fue descubierta en un retrete de 10 metros de profundidad. Es una historia increíble. Pasó 11 días allí”, dijo, añadiendo que estaba empapada de los residuos hasta el pecho. “Aún estamos pensando cómo pudo entrar en el retrete”, dijo. "La letrina tiene un pequeño agujero cubierto de madera" añadió. P’ngieng, apodada “la mujer de la selva” después de ser encontrada por primera vez, fue internada en un hospital luego de ser rescatada de la fosa de aguas residuales, dijo Lou.
La encontraron sin comida ni agua, informó el Telegraph, agregando que se arrancó la sonda intravenosa que le administrara el médico y que se negó a otros tratamientos.
“Los aldeanos sacaron a mi hija del retrete, y nosotros la limpiamos, pero ahora se ve pálida y débil”, dijo el padre al periódico AOL News. “No tiene fuerza. Ella ha estado durmiendo todo el tiempo”.
Los pocos progresos conseguidos desaparecieron tras el incidente y la familia la mantiene encerrada en una pequeña cabaña desde entonces, por temor a que moleste a algún vecino. En las regiones rurales más remotas todavía era habitual mantener encerrados en casa de por vida a familiares con discapacidad intelectual o enfermedad mental. Su pobreza y aislamiento geográfico les impiden darle una terapia adecuada. A Rochom le gusta dibujar y se le descubrió una ligera discapacidad auditiva adquirida, no de nacimiento, que probablemente refuerza su aislamiento del entorno.

## Acontecimientos posteriores
En 2013 murió Sal Lou. Y en julio de 2016, un hombre llamado Pel de la provincia vietnamita de Gia Lai viajó a la aldea alegando que la mujer era su hija desaparecida llamada Tak. Afirmó que ella había desaparecido en 2006 a los 23 años, después de un colapso mental, lo que indica que había sobrevivido en la jungla durante aproximadamente un año en lugar de los 18 o 19 que se creía. Pel pudo identificar una mancha en su labio, la cicatriz en su muñeca y algo en el oído, además de traer a nueve familiares y documentación sobre los detalles del nacimiento y la desaparición de Tak para respaldar su reclamación, que la familia adoptiva apoyó.
En agosto de 2016, después de que los funcionarios de inmigración pasaran dos semanas revisando el caso, la mujer salió de Camboya con su familia y regresó a Vietnam. Los medios vietnamitas informaron que su padre biológico la descubrió a través de fotografías en Facebook. La mujer nunca aprendió a hablar mientras vivía con su familia adoptiva en Camboya y, según su familia biológica vietnamita, así había sido desde que nació.